# Contig
Ett contig (från contiguous) är en samling överlappande DNA-segment som kommer från en enda genetisk källa. Dessa uppstår vid shotgun-sekvensering av DNA. En contig kan användas för att sammanställa den ursprungliga DNA-sekvensen hos källan. En contig-karta visar den relativa ordningen hos contiger i ett sammanlänkat contig-bibliotek, som representerar ett kromosomsegment.